# Забери мене на Місяць (фільм, 2024)
«Забери мене на місяць» (англ. Fly Me to the Moon) — американська романтична комедійна драма, знята Грегом Берланті за сценарієм Роуз Гілрой. У головних ролях Скарлетт Йоганссон та Ченнінг Тейтум.
Сюжет розповідає про стосунки між маркетологом і співробітником NASA під час космічних перегонів США з СРСР 1960-х років. Їм належить організувати фальшивий політ «Аполлона-11» на Місяць на випадок, якщо справжній не вдасться.

## Синопсис
Наприкінці 1968 року менеджер з реклами Келлі Джонс отримує завдання від Мо Беркуса, таємного урядового оперативника, що працює на президента Річарда Ніксона. Він пропонує Келлі працювати в офісі зі зв'язків з громадськістю в NASA, що потерпає від поганого іміджу та браку фінансування. Її завдання полягає в створенні позитивного ставлення громадськості до космічної програми США. Мо погрожує викрити її шахрайства з підміною імен, тому Келлі неохоче погоджується і переїжджає разом з помічницею Рубі в Какао-Біч, Флорида.
У ніч після приїзду в Какао-Біч Келлі випадково зустрічається в ресторані з Коулом Девісом, керівником запуску Космічного центру Кеннеді. Він допомагає загасити раптову пожежу в ресторані, а потім іде, сказавши, що вважає Келлі привабливою. Наступного дня на свій подив він дізнається, що Келлі — його нова колега. Коул, ветеран Корейської війни, погано сприймає плани Келлі найняти акторів, які гратимуть вчених NASA для появ у ЗМІ, і рекламувати космічні польоти на господарчих товарах. Келлі погоджується, що це морально сумнівно, але мета виправдовує засоби.
Коул працює над підготовкою польоту «Аполлона-11» на Місяць з метою висадити там астронавтів. Задум Келлі вдається і викликає інтерес громадськості до NASA. Внаслідок цього Конгрес США збільшує фінансування NASA. Келлі пропонує встановити телевізійну камеру на посадковий модуль корабля, щоб вести пряму трансляцію з Місяця. Коул вважає це надмірними забаганками, але Мо ідея подобається.
У таємниці від інших Мо доручає Келлі підготувати фальшиву посадку на Місяць на випадок, якщо справжня не вдасться. Він називає цей запасний план «Проєкт Артеміда» й вимагає, щоб Коул ніколи не дізнався про його зміст. Келлі залучає Рубі та комерційного директора Ленса Веспертайна до створення декорацій і спецефектів у павільйоні, а урядові агенти грають астронавтів, одягнених у скафандри.
Потім Мо також доручає Келлі та Коулу переконати декількох членів Конгресу видати більше фінансування. Келлі та Коул краще дізнаються про позитивні риси одне про одного. Сенатор Геджес просить Коула дати інтерв'ю місцевому інформаційному агентству в обмін на свою прихильність. Але стається скандал, коли в Коула запитують про катастрофу «Аполлона-1». Геджес відмовляється підтримати NASA, але Коул переконує Келлі заручитися підтримкою сенатора Ваннінга. Вони вирушають літаком до Луїзіани; Ваннінг виявляється консервативним християнином, який вважає, що дослідження космосу суперечать волі Бога. Коулу все ж вдається переконати його, що політ на Місяць необхідний. Дорогою назад Коул і Келлі цілуються.
Келлі соромиться далі приховувати свою справжню роботу і вирішує втекти напередодні старту «Аполлона-11». Мо знаходить її в аеропорту, але дозволяє їй піти. Він демонструє, що телекамера на кораблі несправна і незалежно від успіху польоту, ЗМІ отримають фальшивий запис. Келлі повертається в NASA і зізнається Коулу, що влаштувала містифікацію та була шахрайкою. Завдяки допомозі інженерів NASA Стю і Дона камеру на кораблі вдається полагодити перед запуском, але не лишається часу випробувати її. Мо повертається, щоб особисто контролювати трансляцію з павільйону.
«Аполлон-11» успішно сідає на Місяць, але Ніл Армстронг повідомляє Коулу, що сумнівається у справності камери. У павільйоні в кадр випадково потрапляє кіт, що викрило б фальшиву зйомку. Та виявляється, що глядачам по всьому світу демонструвалася справжня зйомка. Мо засмучений тим, що «Проєкт Артеміда» виявився непотрібний, але зрештою визнає, що це тільки на краще.
Астронавти «Аполлона-11» успішно повертаються на Землю, а Коул знаходить Келлі в павільйоні. Вона називає йому своє справжнє ім'я — Вінні, і вони відновлюють свій роман.

## Акторський склад
| Актор              | Роль            |
| ------------------ | --------------- |
| Скарлетт Йоганссон | Келлі Джонс     |
| Ченнінг Тейтум     | Коул Девіс      |
| Джим Раш           | Ланс Веспертін  |
| Колін Вуделл       | Базз Олдрін     |
| Рей Романо         | Генрі Смоллс    |
| Вуді Гаррельсон    | Мо Беркус       |
| Анна Гарсія        | Рубі Мартін     |
| Стефані Курцуба    | Джолін Ваннінг  |
| Джо Крест          | сенатор Ваннінг |
| Колін Джост        | сенатор Кук     |
| Нік Ділленбург     | Ніл Армстронг   |
| Пітер Джекобсон    | Чак Медоус      |

### Український дубляж
Режисер – Анна Пащенко, перекладач – Олег Колесніков. Студія – Le Doyen.
- Келлі – Наталя Романько,
- Коул – Дмитро Гаврилов,
- Моу – Сергій Бойко,
- Рубі – Оксана Гринько,
- Генрі – Михайло Войчук,
- Ланс – Володимир Терещук,
- Стю – Валентина Музиченко
- Дон – Руслан Драпалюк.

## Виробництво
У березні 2022 року Apple Studios оголосила, що придбала права на виробництво фільму під назвою «Проєкт Артеміда» за 100 мільйонів доларів. Скарлетт Йоханссон і Кріс Еванс були оголошені як виконавці головних ролей у фільмі, а Джейсон Бейтман — режисером. У травні Бейтман заявив, що назва фільму, ймовірно, зміниться. Наступного місяця він покинув проект, пославшись на творчі розбіжності, а згодом його замінив Грег Берланті.
Пошуки нового режисера змінили виробничий графік, що змусило Еванса також покинути проєкт. У липні Ченнінг Татум почав переговори про його заміну. У вересні до акторського складу приєднався Джим Раш. Рей Романо, Анна Гарсія та Вуді Гаррельсон доєдналися в наступні місяці.
Зйомки розпочалися 27 жовтня 2022 року в Атланті. У квітні 2024 року стало відомо, що нова назва фільму — Fly Me to the Moon, а Деніел Пембертон був затверджений як автор музичного супроводу до фільму.

## Випуск
Вихід фільму в кінотеатральний прокат у США та Канаді відбувся 12 липня 2024 року.

## Сприйняття
На агрегаторі рецензій Rotten Tomatoes фільм схвалили 65 % критиків, давши середню оцінку 6,1/10. Консенсус вебсайту стверджує: «Підтриманий шаленою „хімією“ Скарлетт Йоханссон і Ченнінга Татума, навіть якщо його сюжет ускладнює наївність, цей історичний роман є досить приємною подорожжю на Місяць і назад». На Metacritic середня оцінка склала 53 бали зі 100, що відповідає «змішаним або посереднім» відгукам.
Рекс Рід у газеті «Observer» відгукнувся, що перш за все, «Забери мене на місяць» — це гламурний романтичний комікс про двох людей, які сваряться і закохуються. Але історія про кохання швидко зникає з фільму, поступившись зйомкам фальшивої висадки на Місяць. Критик проте похвалив, що фільм все-таки не піддається теоріям змови і стверджує, що висадка астронавтів була реальна.
Згідно з оглядом Кайлі Болтер у газеті «Chicago Reader», «Фільм, знятий Грегом Берланті, не може точно визначити, комедія це, романтика чи драма». Але, беручи за основу Місячну змову, приходить до озвученого Келлі висновку: «правда залишається правдою, навіть якщо в неї ніхто не вірить».
Білдж Ебірі у «Vulture» писав, що з незграбно розподіленими підсюжетами, фільм нагадує телевізійний серіал. У фільмі багато говорять про те, як космічні перегони дозволили Америці знову мріяти під час війни та політичних потрясінь, але мало показує їх. Рятує його тільки акторська гра Йоганссон і Тейтума.
Денис Федорук на сайті ITC.ua похвалив акторську гру та цікаву інтерпретацію конспірологічної теорії. Але вказав, що сюжет слабко працює як сатира та романтична комедія. В ньому замало висміювання і не вистачає романтичної взаємодії між головними героями. За наявних ресурсів «можна було витиснути щось значно дотепніше та захопливіше».